# Регулятори (роман)
«Регулятори»(англ. The Regulators) — роман американського письменника Стівена Кінга (під псевдонімом Річард Бахман) 1996 року. Його було опубліковано тоді ж, коли й роман «Відчай», у якому діють ті самі персонажі, проте в інших ролях.

## Короткий виклад
У містечку Вентворт, штат Огайо, таємничий незнайомець у червоному фургоні раптово застрелив розносника газет. Поки місцеві мешканці охоплені панікою, письменник Джонні Марінвіль намагається зв'язатися з поліцією. Однак потойбічна сила перешкоджає дзвінку. Пізніше з'являються два інші барвисті фургони, кожним з яких керують таємничі й дивні незнайомці, і вбивають ще трьох мешканців. Колишня офіцерка поліції Коллі Ентрагіан переховує людей, які шукають прихистку, в будинках жертв: Девіда Карвера та Тома Біллінгслі. В той час двоє мешканців містечка залишаються вдома і, здавалося б, байдужі: Одрі Вайлер та її племінник-аутист Сет, про якого вона піклується після загибелі його батьків і суродженців.
Під час поїздки до шахтарського містечка у Десперейшені, штат Невада, Сет випадково випустив із шахти злу потойбічну істоту, на ім'я Тек, яка заволоділа його тілом. Під впливом Тека, Сет убив батьків, братів і сестер. Потім Тек змусив чоловіка Одрі покінчити життя самогубством, але не зміг нашкодити їй самій, бо Одрі вдалося лишитися поза його увагою. Поки Сет занурений в уявний світ, Тек контролює його тіло. Істота не дбає про гігієну та харчування носія. Водночас її приваблює непересічний інтелект хлопчика та мультфільм «Мотокопи 2200» й вестерн «Регулятори».
Тек має силу перетворювати світ і робить з Вентворта подобу Дикого Заходу, зображеного в «Регуляторах». Кольорові фургони виявляються запозичені з «Мотокопів 2200». Як незабаром дізнаються деякі мешканці Вентворта, з нових володінь Тека неможливо втекти.
Кілька людей гинуть через витівки Тека. Коллі помилково застрелює сусідський підліток, на ім'я Джим Рід, який потім вчиняє самогубство. Одрі, знаючи в чому справа, додає проносне в молоко, яке дає Сету. Потім вона виходить на вулицю та прямує до дому Карверів аби пояснити ситуацію іншим. Тек через вплив проносного на тіло хлопчика тимчасово покидає його тіло. Одрі повертається до будинку з Джонні, щоб спробувати врятувати Сета, перш ніж Тек повернеться, але Кемі Рід слідує за нею з пістолетом. Засмучена смертю свого сина Джима, що сталася раніше, Кеммі вбиває Сета та смертельно ранить Одрі, коли Тек намагається знову проникнути в тіло хлопчика. Тоді Тек вселяється в тіло Кеммі, проте воно виявляється менш витривалим і це призводить до вибуху голови. Тек проявляється в подобі диму та розвіюється за вітром. Фургони зникають, а ландшафт повертається до нормального стану. Як виявляється, його вплив на містечко тривав лише один день.
Короткий епілог у формі листа показує, що духи Сета та Одрі оселилися у своєрідному раю, що виглядає як газон біля притулку для психічно хворих.

## Герої[1]
- Сет Ґерін (англ. Seth Garin) — шестирічний хлопчик, центральний персонаж роману;
- Одрі Ґерін (англ. Audrey Garin) — його тітка;
- Тек (англ. Tak) — зла істота, що контролює Сета;

## Видання
- ISBN 0-525-94190-8 (тверда обкладинка, 1996)
- ISBN 0-670-87281-4 (м'яка обкладинка, 1996)
- ISBN 0-340-67177-7 (м'яка обкладинка, 1997)